# Martins Imhangbe

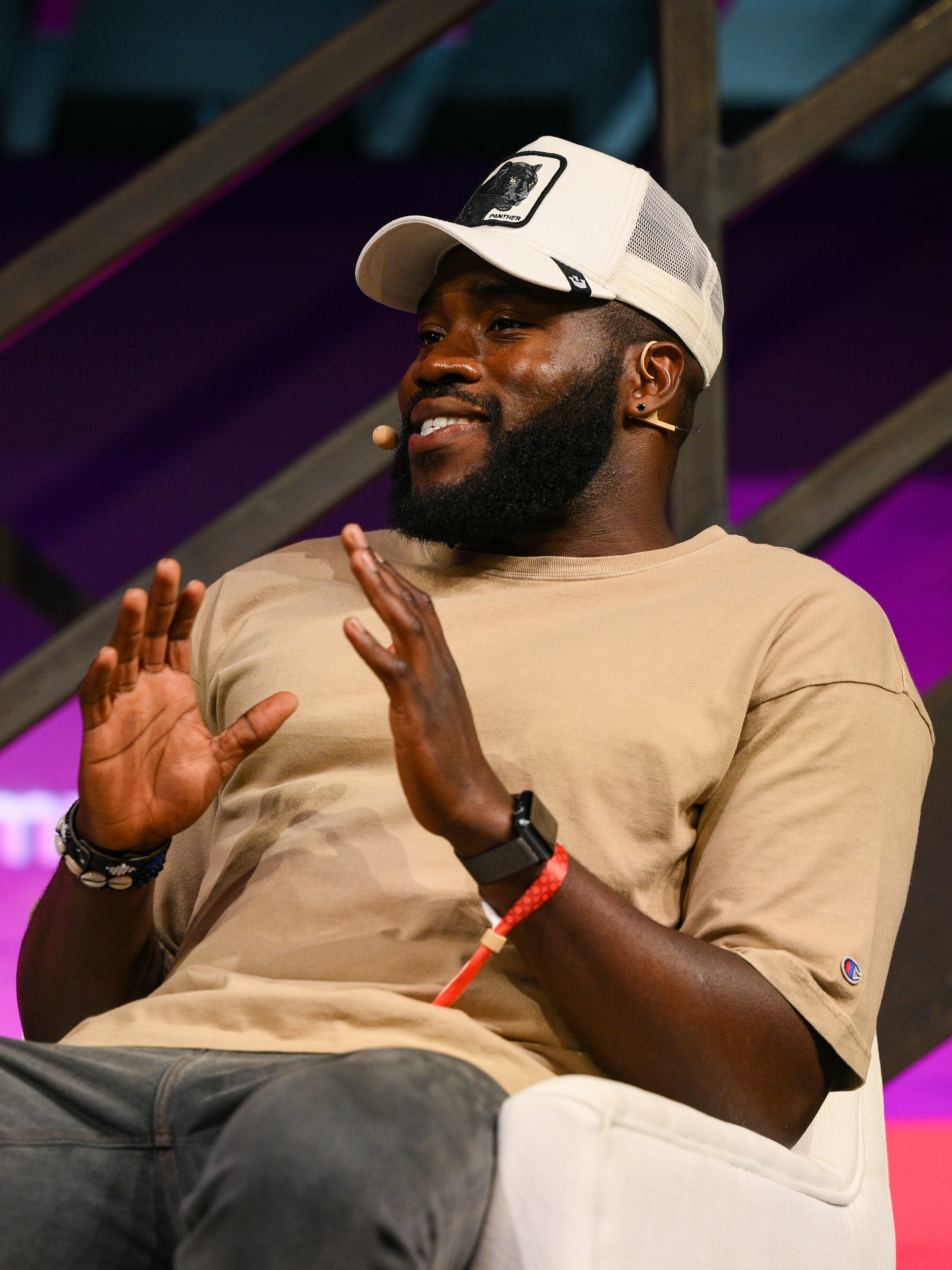
Martins Imhangbe (2022)

Martins Imhangbe (* 7. Juli 1991) ist ein britisch-nigerianischer Schauspieler.

## Leben
Martins Imhangbe wurde 1991 geboren. Er stammt aus dem Bundesstaat Edo in Nigeria. Er lebte im Alter von zwei bis sieben Jahren in Griechenland. Danach zog seine Familie nach Südost-London. Er besuchte das Lewisham College, das Southwark College und die Central School of Speech and Drama.
2013 hatte Imhangbe bei dem Film The Last British Execution erstmals eine Rolle inne. Er spielt seit 2020  in der Fernsehserie Bridgerton erstmals einen größeren Handlungsbogen.
Für seine Leistung in der Produktion von Richard II wurde er im Jahr 2018 für den Ian Charleson Award nominiert.

## Filmografie
- 2013: The Last British Execution
- 2019: National Theatre Live: The Tragedy of King Richard the Second
- seit 2020: Bridgerton (Fernsehserie)
- 2021: Foresight (Miniserie, Folge 1x05)
- 2022: The Soldier’s Tale